# Los Salazar
Los Salazar är en ort i Mexiko.   Den ligger i kommunen Pinos och delstaten Zacatecas, i den centrala delen av landet, 400 km nordväst om huvudstaden Mexico City. Los Salazar ligger 2 096 meter över havet och antalet invånare är 106.
Terrängen runt Los Salazar är en högslätt. Runt Los Salazar är det ganska glesbefolkat, med 42 invånare per kvadratkilometer. Närmaste större samhälle är Paso Bonito, 19,8 km nordost om Los Salazar. Trakten runt Los Salazar består till största delen av jordbruksmark.